# Oscar Camilión
Oscar Héctor Camilión (Buenos Aires, 6 de enero de 1930-ibídem, 12 de febrero de 2016) fue un abogado y diplomático argentino que se desempeñó como ministro de Relaciones Exteriores durante la dictadura conocida como Proceso de Reorganización Nacional y como ministro de Defensa durante la presidencia de Carlos Menem.

## Biografía
Oscar Camilión se recibió de abogado con Diploma de Honor en la Universidad de Buenos Aires. Con posterioridad realizó una carrera docente como profesor de Derecho Político en la Facultad de Derecho de la Universidad Nacional de Buenos Aires. Integró el Instituto de Teoría Política, bajo el jurista español Manuel García Pelayo.

### Carrera diplomática

#### Gobierno de Frondizi
Ingresó al servicio exterior en la presidencia de Arturo Frondizi, con 28 años. Primero se desempeñó como jefe de Gabinete del ministro de Relaciones Exteriores y Culto Carlos Florit, y director de personal, entre 1958 y 1959. Se mantuvo en el cargo en los primeros meses del ministro Diógenes Taboada. En agosto de 1959 fue designado ministro consejero de la Embajada Argentina en Brasil, trabajando con Carlos Manuel Muñiz, en un contexto donde se habían replanteado las relaciones bilaterales con Brasil. En abril de 1961 fue designado subsecretario (viceministro) de Relaciones Exteriores, renunciando al cargo en febrero de 1962. Tras el derrocamiento de Frondizi, también renunció a la carrera diplomática.
Como delegado, ha participado en la XIII sesión de la Asamblea General de las Naciones Unidas (en 1958) y en la quinta reunión de consulta de Ministros de Relaciones Exteriores de la Organización de los Estados Americanos (OEA) celebrada en 1959 en Santiago de Chile. En 1961 fue vicepresidente de la delegación argentina en la Reunión Organizativa de la Alianza para el Progreso en Punta del Este (Uruguay), donde además integró el comité de redacción en representación de Argentina, En dicha reunión, sostuvo la posición del gobierno de Frondizi, que era distinta a la propuesta de John F. Kennedy. Este último proponía el envío de ayuda económica hacia América Latina bajo el enfoque de asistencia social (enfocado a vivienda, empleo, tierras, salud y educación), mientras que Argentina buscaba ayuda económica para el desarrollo de infraestructura y la industrialización. Con ese fin buscó introducir modificaciones al texto presentado por la delegación estadounidense.
En abril de 1961 también asistió como delegado a la conferencia celebrada en Uruguayana (Brasil), donde se suscribió un "Acuerdo de Amistad y Consulta" entre los presidentes Frondizi y Jânio Quadros. Camilión se encargó de redactar el texto utilizado como base. Allí, se proponía ratificar la idea de que la política exterior argentina y brasileña debía ser ordenada sobre la base de consultas previas.
Pese a su oposición, negoció el encuentro secreto entre Frondizi y Ernesto “Che” Guevara, durante la última visita del revolucionario en su país natal.
Fue vicepresidente de la delegación argentina en la octava reunión de consulta de Ministros de Relaciones Exteriores de la OEA, realizada del 22 al 31 de enero de 1962 en Punta del Este, en la cual se expulsó a Cuba del organismo. Previo a ello, fue encargado de formular la política seguida allí por Argentina, la cual fundamentalmente sostenía que Cuba no debía ser expulsada del sistema interamericano, ya que colocaría al país dentro del bloque soviético. También incluyó la oposición a las sanciones contra Cuba, por la histórica posición argentina de respetar el principio de no intervención, y el deseo argentino de mantener las relaciones diplomáticas con la isla. Estos puntos iban en contra de la posición estadounidense. Viajó a Estados Unidos junto a Carlos Ortiz de Rozas con el fin de reunirse con Kennedy para discutir sobre las posiciones de ambos países. Allí, la prensa estadounidense lo acusó de defender una línea «blanda» hacia la Revolución Cubana y de ser el hombre de Fidel Castro en Buenos Aires.
En 1966, el gobierno de facto de Juan Carlos Onganía le propuso ser nombrado embajador en Brasil, rechazando el cargo.

#### Proceso de Reorganización Nacional
Durante la dictadura autodenominada Proceso de Reorganización Nacional, se desempeñó como Embajador en Brasil (1976-1981), ministro de Relaciones Exteriores y Culto (1981), y Secretario General Adjunto de la Organización de las Naciones Unidas.
Fue nombrado embajador en Brasil, teniendo en cuenta su papel en las relaciones con dicho país durante el gobierno de Frondizi y a su carácter de desarrollista. Había un contexto de impasse en las relaciones bilaterales, que se buscaba romper, y un plan del dictador Jorge Rafael Videla de imitar el modelo de desarrollo de Brasil iniciado en 1964, en los campos hidroeléctrico, nuclear y petrolero. Durante su desempeño en el cargo, en 1977 y 1978 participó de negociaciones tripartitas con Brasil y Paraguay, relacionadas con compatibilizar los proyectos hidroeléctricos de Corpus Christi y e Itaipú (ambos en el río Paraná), que finalizaron en 1979 con la firma de un acuerdo tripartito.
Durante su desempeño como ministro de relaciones exteriores, se postuló como «aperturista» en lo político. Participó dos veces de la comisión de garantes destinada a resolver el conflicto limítrofe entre el Perú y el Ecuador.
Se buscó recomponer las relaciones con Estados Unidos, tras la llegada de Ronald Reagan a la presidencia estadounidense. Si bien Argentina se manifestó como un país occidental, se reconocieron «campos parciales de discrepancia» como la política nuclear, los derechos humanos y la cuestión Malvinas.
Continuó con los vínculos comerciales con la Unión Soviética, manteniendo el pragmatismo adoptado por Videla. Camilión explicó que el acercamiento comercial con los soviéticos tenía características «estructurales», y era consecuencia de la «pérdida de clientes» en los países capitalistas y de la necesidad de los productos agropecuarios argentinos en los países socialistas.
Junto con Viola, se negó a enviar contingentes a la Fuerza Multinacional de Paz y Observadores en el Sinaí (tras una invitación de Estados Unidos), considerando que era un conflicto lejano a los intereses argentinos. Por su parte, los demás militares como el entonces comandante en jefe del Ejército Argentino, Leopoldo Fortunato Galtieri, intentaron que el gobierno acepte la propuesta estadounidense.
En las relaciones con América Central, se defendió el principio de no intervención y el statu quo de la región. Argentina otorgó «apoyo político, moral y económico» al gobierno de El Salvador, que se enfrentaba con dos movimientos de izquierda. Galtieri, contradijo la posición del gobierno enviando armas y coroneles para asesorar en «técnicas de lucha antisubversiva», especialmente en Nicaragua.
Sobre las negociaciones para la transferencia de soberanía de las islas Malvinas, en julio de 1981, hizo llegar una nota al embajador británico en Buenos Aires, Anthony Williams, donde expresaba la preocupación del gobierno argentino por la falta de progresos en las negociaciones. Al cumplirse 10 años del Acuerdos de Comunicaciones de 1971, creía que no era posible «posponer aún más una discusión seria y profunda» sobre la soberanía y cooperación económica de forma simultánea para alcanzar resultados concretos en un corto plazo. Así, pidió que las próximas negociaciones debían «señalar el comienzo de una etapa decisiva hacia la culminación definitiva de la disputa». Su nota también agregó que la cuestión no podía seguir igual por más tiempo porque afectaba a «la integridad territorial y la dignidad nacional [argentina]».
En septiembre del mismo año, expuso ante la Asamblea General de las Naciones Unidas. En su discurso se refirió en duros términos a la marcha de las negociaciones. También se reunió con el secretario de exteriores británico Peter Carington. Allí, el británico le manifestó los deseos de su gobierno de continuar con las negociaciones.
En relación con el conflicto del Beagle con Chile, decidió acatar el llamado del Papa Juan Pablo II de mayo de 1981 y ambos países adoptaron pasos para disipar la tensión bilateral, que incluyeron la liberación de prisioneros y la apertura de la frontera. A principios del mes de julio, el denominado "Movimiento de Reafirmación de la Soberanía Argentina en Picton, Lennox, Nueva y demás islas del Atlántico Sur", presidido por el almirante Isaac Rojas, pidió al gobierno de Viola los alejamientos del ministro Camilión y del mediador cardenal Antonio Samoré.

#### Democracia
Referente del Movimiento de Integración y Desarrollo (MID), fue candidato a diputado nacional en las elecciones legislativas de 1987.
Entre 1987 y 1993 fue Representante del Secretario General de las Naciones Unidas a cargo de la misión de buenos oficios en Chipre.

### Carrera periodística
Entre 1965 y 1972 se desempeñó como Jefe de Redacción del diario Clarín de Buenos Aires cuya trayectoria le mereció un diploma al mérito de la Fundación Konex en 1987. Frondizi había conversado con Roberto Noble sobre la posibilidad de su designación en el diario. Además de ser jefe de redacción, durante un año y medio asumió la administración del diario. Dejó el periódico en 1973 tras un cambio en la línea interna del mismo.
Años más tarde escribió columnas semanales sobre política internacional en el diario Buenos Aires Económico.

### Ministro de Defensa
Durante la presidencia de Carlos Menem fue ministro de Defensa de la Nación (1993-1996). En ese cargo, se vio implicado en el caso de contrabando de armas a Ecuador y Croacia, por lo que fue citado en el Senado a declarar ante una comisión investigadora, donde la entonces senadora Cristina Fernández de Kirchner pidió que el ministro dimitiera a su cargo, tras lo cual protagonizaron un cruce durante la interpelación en el Senado. En marzo de 1996, la sala I de la cámara federal (integrada por Martín Iruzun, Horacio Cattani y Eduardo Luraschi) ordenó indagar a Camilión. El caso forzó su renuncia a finales de julio de 1996.
También fue procesado por cobro de sobresueldos. Admitió haber cobrado 30 mil pesos mensuales de un sobresueldo que nunca declaró y depositó en Suiza.
En 2014 fue condenado junto a Carlos Menem como coautor del delito de contrabando agravado de armas.
La Sala I de la Cámara Federal de Casación Penal (Liliana Catucci, Carlos Mahiques y Eduardo Riggi) el 4 de octubre de 2018 decidió absolver a todos los acusados debido a que no se había cumplido el "principio del plazo razonable" para arribar a una condena firme.

### Últimos años
Años más tarde formó una consultora sobre cuestiones bursátiles.
Falleció el 12 de febrero de 2016 en la Clínica Suizo Argentina en Buenos Aires tras sufrir una descompensación. Allí se recuperaba de un bypass realizado la semana anterior.

## Publicación
- Memorias Políticas. De Frondizi a Menem (2000), Buenos Aires: Planeta.